# 凛々奏
凛々奏（りり かな、1999年9月3日 - ）は、日本のグラビアアイドル、タレント。媒体によってはコスプレイヤーと記述される。宮城県出身。

## 経歴・人物
趣味は香水集めで特技はコスプレ、裁縫。
中学時代はソフトボール、高校でボートに打ち込んでおり、下半身を鍛えたことで生まれた103cmのヒップが売り。自身では「トップオシリート」の二つ名を名乗っている。

## 作品

### イメージビデオ
- 桃源郷（2021年2月26日、スパイスビジュアル）[1][4]
- 桃尻国宝（2022年3月25日、竹書房）[2]
- 尻神様（2022年8月20日、ラインコミュニケーションズ）
- 色欲爆尻クリニック（2022年11月30日、スパイスビジュアル）
- 淫力魔尻（2024年5月24日、竹書房）